# Мю Близнецов
Мю Близнецов, (μ Geminorum, Mu Geminorum, сокращ. Mu Gem, μ Gem), также имеющая собственное имя — Тейат — звезда в северном созвездии Близнецов. Из измерений параллакса, полученных во время миссии Hipparcos, известно, что звезда удалена примерно на 230 св. лет (71 пк.) от Солнца. Хотя Мю Близнецов и считается одиночной звездой, возможно, что это не так: Мю Близнецов является первичным или «A»-компонентом двойной звёздной системы, обозначенной как WDS J06230+2231, а также UCAC2 39641417. Вторичный же компонент сам по себе, возможно, является парой звёзд (также обозначен WDS J06230 + 2231BC).

## Имя звезды
μ Geminorum (латинизированный вариант Mu Geminorum) является обозначением Байера.
Мю Близнецов носил традиционное название Тейат/Теят (Tejat) или Тейат/Теят Постериор (Tejat Posterior), что означает «задняя нога», потому что это нога Кастора, одного из близнецов-Диоскуров. Название Теят Постериор ранее применялось к астеризму, состоящему из этой звезды, наряду с Альхеной, Ню Близнецов, Пропусом и Кси Близнецов и, вероятно, именно поэтому Байер обозначил её буквой «μ» (Мю). В 2016 году Международный астрономический союз организовал Рабочую группу при МАС по звёздным именам (WGSN), чтобы каталогизировать и стандартизировать собственные имена звёзд. WGSN решила присвоить собственные имена отдельным звёздам, а не целым множествам звёздных систем. Группа одобрила имя Tejat (Тейат, Теят) для компонента WDS J06230+2231A (то есть Мю Близнецов) и с 1 февраля 2017 года, и звезда включена в Список одобренных IAU звёздных имён.
Названия Calx (от латинского слова, означающее «пятка»), Pish Pai (от персидского پیشپای («pīshpāy», означающего «передняя нога») и Nuhatai (от арабского «Al Nuḥātai», двойная форма «Al Nuḥāt», «горб Верблюда») также применялись к Мю Близнецов.
В китайской астрономии звезда входила в созвездие 井宿 (Jǐng Su)), что означает «Хвост», состоящему из Мю Близнецов, Гаммы Близнецов, Ню Близнецов, Кси Близнецов, Эпсилон Близнецов, 36 Близнецов, Дзета Близнецов и Лямбда Близнецов. Следовательно, сама Мю Близнецов известна как 井宿一 (Jǐng Su yī (Jǐng Su yī, «первая звезда хвоста»).

## Свойства

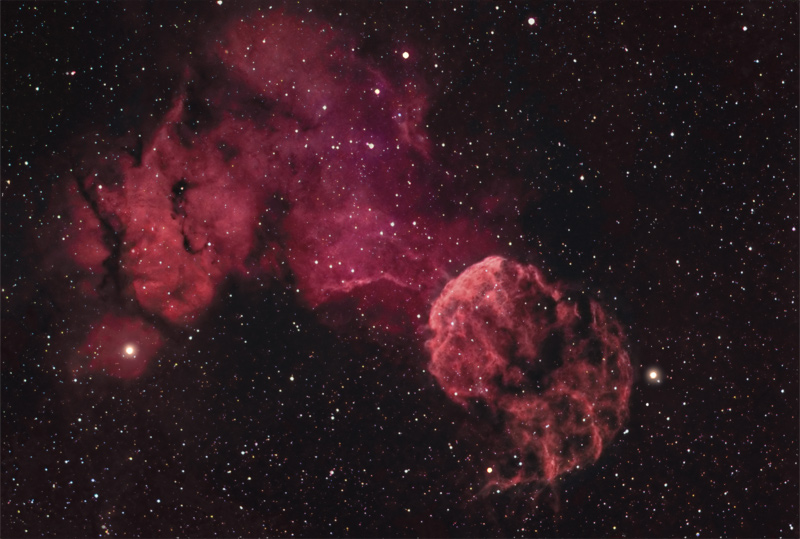
Мю Близнецов — звезда слева, окружённая туманностью S249. Яркая звезда справа, рядом с остатком сверхновой IC 443 η Близнецов.

Имея видимую звёздную величину 2,9m, Мю Близнецов четвёртая по яркости звезда в созвездии (после Поллукса, Кастора и Альхены). Поскольку звезда находится вблизи эклиптики, она довольно часто покрывается Луной. При наблюдении с Земли её яркость уменьшается на 0,07m за счёт поглощения света газом и пылью.
Звезда является медленной неправильной переменной типа LB. Её яркость колеблется между величинами +2,75m и +3,02m за 72-дневный период, а также у неё существует 2 000-дневный период долгосрочного изменения яркости.
Сама звезда — красный гигант спектрального класса M3 III, с температурой поверхности 3 773 К, что означает, что она ярче, но холоднее Солнца. Тейат — гигант, который излучает в 1 148 раз больше энергии, чем Солнце (после коррекции на то, что большая часть излучается в инфракрасном свете). Хотя и не такой большой размер по сравнению с некоторыми из звёздами, видимыми невооружённым глазом, однако, низкая температура ведёт к тому, что звезда становится очень больших размеров и достаточно близкой к тому, чтобы можно было точно измерить её угловой размер, который равен для неё 0,0135 секунды дуги. Тейат имеет радиус в 80 раз больше, чем у Солнца, или 0.48 а. е., то есть примерно половину размера орбиты Земли.
Звезда, в настоящее время, находится на асимптотической ветви гигантов и генерирует энергию ядерного синтеза водорода и гелия в своих концентрических оболочек, окружающих инертное ядро из углерода и кислорода.
Температура и яркость Тейат говорят о звезде более чем в два раза массивнее Солнца. Сама звезда начинала сою жизнь как горячий карлик спектрального класса B, который сейчас не только закончил водородное горение в своём ядре, но и закончил горение гелия. Теперь, имея мёртвое углеродное ядро, заезда эволюционирует в сторону гораздо более высокой светимости. Вскоре звезда будет вспыхивать, подобно Мире, и, в конечном итоге, сбросит свою внешнюю оболочку, чтобы стать массивным белым карликом, подобным Сириусу Б..
Тейат также отмечается как звезда с высокой скоростью движения в пространстве. Она движется примерно в пять раз быстрее обычной скорости движения относительно Солнца.

## Вероятная множественность системы
WDS J06230 + 2231 — обозначение двойной звезды в Вашингтонском каталоге визуально-двойных звёзд. Обозначения компонентов двойной звезды как WDS J06230+2231A и WDS J06230+2231BC основаны на соглашении, используемой в Вашингтонском каталоге кратных звёздных систем (WMC) для звёздных систем и принятой Международным астрономическим союзом (МАС).
Тейат имеет двух вероятных компаньонов, информация о которых приведена в WDS. Цифры после кода первооткрывателя указывают номер конкретной записи в их каталогах.
| Название | Год  | Количество измерений | Позиционный угол | Угловое расстояние | Видимая звёздная величина 1-го компонента | Видимая звёздная величина 2-го компонента | Спектральный класс звёзд | Код открывателя |
| A-BC     | 1889 | 2                    | 141°             | 122.5              | 2.88                                      | —                                         | M3II                     | BU 1059         |
| A-BC     | 1899 | 2                    | —                | 121.7              | 2.88                                      | —                                         | M3II                     | BU 1059         |
| AD       | 1880 | 1                    | 77°              | 72.7               | 2.88                                      | —                                         | M3II                     | BU 1059         |
| BC       | 1889 | 3                    | 267°             | 0.8                | 9.8                                       | 10.7                                      | —                        | BU 1059         |
| BC       | 1939 | 3                    | 260°             | —                  | 9.8                                       | 10.7                                      | —                        | BU 1059         |

Информация об открывателе.
| Код открывателя | Открыватель (англ.) | Открыватель (рус.) |
| BU 120          | Burnham, S.W.       | Бёрнхем, Ш. У.     |

«Компаньон» десятой величина (сам по себе двойная звезда), скорее всего, лежит на одном луче зрения и компаньоном, скорее всего, не является.